# Condado de Norfolk (Massachusetts)
O Condado de Norfolk (em inglês:  Norfolk County) é um dos 14 condados do estado norte-americano do Massachusetts. A sede do condado é Dedham e sua maior cidade é Quincy. Foi fundado em 1793.
O condado possui uma área de 1 151 km², dos quais 1 026 km² estão cobertos por terra e 125 km² por água, uma população de 670 850 habitantes, e uma densidade populacional de 653,9 hab/km² (segundo o censo nacional de 2010). É o quinto condado mais populoso do Massachusetts.